# Amsterdam-Churchill
Amsterdam-Churchill é uma Região censo-designada localizada no estado americano de Montana, no Condado de Gallatin.

## Demografia
Segundo o censo americano de 2000, a sua população era de 727 habitantes.

## Geografia
De acordo com o United States Census Bureau tem uma área de 
10,6 km², dos quais 10,6 km² cobertos por terra e 0,0 km² cobertos por água.

## Localidades na vizinhança
O diagrama seguinte representa as localidades num raio de 28 km ao redor de Amsterdam-Churchill. 